# Давид Приносил
Давид Приносил (на немски: David Prinosil) е германски тенисист.

## Биография
Давид Приносил е роден на 9 март 1973 в Оломоуц, Чехословакия, но по-късно се премества в Германия.

## Кариера
Давид Приносил представя страната си на Летните олимпийски игри през 1996 г. в Атланта, победен е в първия кръг от Даниел Вацек от Чехия. В надпреварата на двойки той печели бронзов медал в партньорство с Марк-Кевин Гьолнер.
Той достига четвъртия кръг на Уимбълдън през 2000 г. и четвъртфинал на Мастърс турнира в Рим през 1999 г. и Мастърса в Париж през 2000 г. Печели три титли в кариерата си на сингъл и достига най-високо класиране на сингъл до световен номер 28 на 23 април 2001 г. 
Давид Приносил започва да играе за Германия за Купа Дейвис през 1996 г.

## Кариерна статистика

### ATP финали (3 титли; 3 финала)
|        | П–З | Година | Турнир                | Клас           | Настилка  | Опонент           | Резултат           |
| ------ | --- | ------ | --------------------- | -------------- | --------- | ----------------- | ------------------ |
| Победа | 1–0 | 1995   | Зала на славата Оупън | Световни серии | Трева     | Дейвид Уитън      | 7–6(7–3), 5–7, 6–2 |
| Победа | 2–0 | 1996   | Острава Оупън         | Световни серии | Килим (з) | Петер Корда       | 6–1, 6–2           |
| Загуба | 2–1 | 1998   | Копенхаген Оупън      | Световни серии | Килим (з) | Магнус Густафсон  | 6–3, 1–6, 1–6      |
| Загуба | 2–2 | 1999   | Санкт Петербург Оупън | Световни серии | Килим (з) | Марк Росе         | 3–6, 4–6           |
| Победа | 3–2 | 2000   | Хале Оупън            | Международни   | Трева     | Рихард Крайчек    | 6–3, 6–2           |
| Загуба | 3–3 | 2000   | Купа на Кремъл        | Международни   | Килим (з) | Евгени Кафелников | 2–6, 5–7           |